# (9192) 1992 AR1
A (9192) 1992 AR1 a Naprendszer kisbolygóövében található aszteroida. Ueda Szeidzsi és Kaneda Hirosi fedezte fel 1992. január 14-én.